# Веретьонник Ігор Олексійович
І́гор Олексі́йович Веретьо́нник (6 березня 2001 — 22 січня 2023) — український військовослужбовець, учасник російсько-української війни, кавалер ордена «За мужність» III ступеня.

## Життєпис
Народився 6 березня 2001 року в селі Слоут Сумської області. Після закінчення місцевої школи навчався у Глухівському агротехнічному коледжі. Пройшов строкову військову службу.
З початком повномасштабного вторгнення був гранатометником у 110 окремій механізованій бригаді.
Загинув 22 січня 2023 року на Донеччині.
Похований 31 січня 2023 року в селі Слоут.
Без Ігоря лишилися батьки, дружина, донька та сестра Ярослава.

## Нагороди
- Орден «За мужність» III ступеня[2].